# Doukouria
Doukouria is een gemeente (commune) in de regio Timboektoe in Mali. De gemeente telt 2800 inwoners (2009).